# Markt Piesting
Markt Piesting è un comune austriaco di 3 000 abitanti nel distretto di Wiener Neustadt-Land, in Bassa Austria; ha lo status di comune mercato (Marktgemeinde). Nel 1975 ha inglobato il comune soppresso di Dreistetten.